# Choťovice
Choťovice är en ort i Tjeckien.   Den ligger i regionen Mellersta Böhmen, i den centrala delen av landet, 60 km öster om huvudstaden Prag. Choťovice ligger 205 meter över havet och antalet invånare är 175. Den ligger vid sjön Žehuňský Rybník.
Terrängen runt Choťovice är platt. Runt Choťovice är det ganska tätbefolkat, med 86 invånare per kvadratkilometer. Närmaste större samhälle är Kolín, 15,3 km sydväst om Choťovice. Trakten runt Choťovice består till största delen av jordbruksmark.